# Wallace Lloyd Algie
Wallace Lloyd Algie, né le 10 juin 1891 à Alton en Ontario et tué au combat le 11 octobre 1918 à Cambrai en France, est un soldat canadien décoré de la croix de Victoria, la plus haute distinction des forces du Commonwealth, pour ses actions face à l'ennemi lors de la Première Guerre mondiale.

## Biographie
Wallace Lloyd Algie est né le 10 juin 1891 à Alton en Ontario.
Il a été tué au combat au cours des actions qui lui valurent la croix de Victoria près de Cambrai en France le 11 octobre 1918. Il est enterré dans le cimetière Niagara à Iwuy en France à 8 km au nord-est de Cambrai.

## Croix de Victoria
Wallace Lloyd Algie a été décoré de la croix de Victoria, la plus haute distinction des forces du Commonwealth, pour ses actions au nord-est de Cambrai en France le 11 octobre 1918 alors qu'il était âgé de 27 ans et servait en tant que lieutenant au sein du 20e Bataillon du Corps expéditionnaire canadien de la Première Guerre mondiale. Il faisait partie d'une troupe d'assaut qui tomba sous le tir en enfilade d'une mitrailleuse ennemie. Avec neuf volontaires, il se précipita vers la position et tua les mitrailleurs ennemis avant de retourner la mitrailleuse vers l'ennemi permettant à sa troupe de se rendre au village qui était l'objectif. Par la suite, il captura une autre mitrailleuse ennemie en tuant les mitrailleurs et capturant un officier et 10 soldats ennemis, libérant ainsi tout le village. Après avoir placé son équipe, le lieutenant Algie retourna vers l'arrière pour aller chercher des renforts, mais il fut tué en revenant vers l'avant.